# Aed I Ruad
Aed I Ruad („Czerwony”) – legendarny zwierzchni król Irlandii z dynastii Milezjan (linia Íra, syna Mileda) w latach 361-354 p.n.e. Syn Badarna, syna Airgetmara, zwierzchniego króla Irlandii.
Aed używał przydomka „Ruad”, który posiada także dodatkowo inne znaczenia, np. „Silny”, „Dzielny” lub „Czerwonawy”. Został on zwierzchnim królem Irlandii w wyniku zabójstwa poprzednika, Lugaida III Laigde. W źródłach zapisano, że miał zawrzeć porozumienie ze swymi dwoma kuzynami w sprawie siedmioletniej rotacji władzy między nimi. Gdy minął jego siedmioletni okres rządów, zrzekł się władzy na rzecz Dithorby mac Deman, wnuka arcykróla Airgetmara. Ten po kolejnych siedmiu latach, przekazał władzę Cimbaethowi mac Finntan, także wnukowi Airgetmara. Po siedmiu latach, tron wrócił do Aeda. Rotacja władzy nad Irlandią między nimi trwała w sumie trzy razy. Aed, pod koniec swego trzeciego okresu, utopił się w wodospadzie, który był nazwany na jego cześć, Eas Ruaidh (Czerwony Wodospad) (Assaroe Falls, Ballyshannon w hrabstwie Donegal). Pochowano go w kopcu nad brzegiem katarakty. Pozostawił po sobie tylko jedno dziecko, córkę Machę Mongruad („Rudowłosą”), przyszłą żonę Cimbaetha oraz zwierzchnią królową Irlandii oraz królową Ulsteru. 